# Mario César Rodríguez
Mario César Rodríguez (Potrerillos, 31 luglio 1975) è un ex calciatore honduregno, di ruolo centrocampista.